# Gopo pentru cea mai bună scenografie
Gopo  pentru cea mai bună scenografie este un premiu acordat în cadrul galei Premiilor Gopo.
Câștigătorii și nominalizații acestei categorii sunt:

## Anii 2000
- 2007 Daniel Răduță - Cum mi-am petrecut sfârșitul lumii
  - Adriana Grand - Legături bolnăvicioase
  - Camelia Țuțulan, Sorin Dima - Hârtia va fi albastră

- 2008 Mihaela Poenaru - 4 luni, 3 săptămâni și 2 zile
  - Ioana Corciova - California Dreamin' (Nesfârșit)
  - Gheorghe Preda - Îngerul necesar

- 2009 Călin Papură, Ruxandra Ionică - Restul e tăcere
  - Sorin Dima - Boogie
  - Florin Gabrea - Cocoșul decapitat
  - Mihnea Mihăilescu - Nunta mută

## Anii 2010
- 2010 Cristian Niculescu - Concertul
  - Cezara Armașu, Mihaela Poenaru, Dana Istrate, Simona Pădurețu - Amintiri din Epoca de Aur
  - Florin Gabrea - Călătoria lui Gruber
  - Mihaela Poenaru - Polițist, adjectiv
  - Mihai Dorobanțu - Cele ce plutesc

- 2011 Cristian Niculescu - Caravana cinematografică
  - Ana Ioneci - Eu când vreau să fluier, fluier
  - Mihnea Mihăilescu - Medalia de onoare
  - Róbert Köteles - Morgen
  - Sorin Dima - Marți, după Crăciun

- 2012 Dan Toader  –  Dacă bobul nu moare
  - Daniel Răduță  – Loverboy
  - Simona Pădurețu  – Periferic
  - Vali Ighigheanu, Andreea Popa  – Aurora

- 2013 Helmut Sturmer, Dragoș Buhagiar  – Undeva la Palilula
  - Gabriel Nechita  – Tatăl fantomă
  - Vali Ihigheanu  – Visul lui Adalbert

- 2014 Cristian Niculescu  – Domestic
  - Cezara Armașu  – Câinele japonez
  - Mihaela Poenaru  – Când se lasă seara peste București sau Metabolism
  - Adrian Suruceanu  – La limita de jos a cerului
  - Alexandra Alma Ungureanu  – Rocker

- 2015 Cristian Niculescu  – Q.E.D. 
  - Dan Toader  – Kyra Kyralina
  - Mădălina Marinescu  – O poveste de dragoste, Lindenfeld
  - Dumitru Nicodim  – Poarta Albă

- 2016 Augustina Stanciu  – Aferim!
  - Adeline Andreea Bădescu  – Lumea e a mea
  - Cristian Niculescu  – De ce eu?
  - Mihaela Poenaru  – Box

- 2017 Cristian Niculescu   – Inimi cicatrizate
  - Vali Ighigheanu  – Afacerea Est
  - Augustina Stanciu  – Câini
  - Cristina Barbu  – Sieranevada
  - Simona Pădurețu  – Bacalaureat

- 2018 Andreea Popa  – 6,9 pe scara Richter
  - Alina Pențac  – Aniversarea
  - Bogdan Ionescu  – La drum cu tata
  - Călin Papură  – Octav
  - Adrian Cristea  – Un pas în urma serafimilor

- 2019 Cristian Niculescu  – Moromeții 2
  - Mălina Ionescu  – Charleston
  - Mihaela Poenaru  – Dragoste 1. Câine
  - Iuliana Vîlsan  – Îmi este indiferent dacă în istorie vom intra ca barbari
  - Adrian Cristea  – Soldații. Poveste din Ferentari

## Anii 2020
- 2020 Simona Pădurețu  – La Gomera
  - Brecht Evens, Sarah Mazzetti și Gina Thorstensen  – Călătoria fantastică a Maronei
  - Mihaela Poenaru  – Heidi
  - Nora Dumitrescu și Laura Russu  – Maria, Regina României
  - Sonia Nolla  – Parking

- 2021 Irina Moscu  – Tipografic Majuscul
  - Andreea Popa  – Urma
  - Mihaela Poenaru  – Dragoste 2. America

- 2022 Cristina Paula Ana Barbu  – Malmkrog
  - Călin Papură  – Și atunci, ce e libertatea?
  - Cristian Niculescu  – Babardeală cu bucluc sau porno balamuc
  - Simona Pădurețu  – Tata mută munții
  - Sorin Dima  – Scara

- 2023 Bogdan Ionescu  – Metronom
  - Luana Georgiță, Victor Canache  – Capra cu trei iezi
  - Ana Gabriela Lemnaru  – Imaculat
  - Adrian Cristea  – Pentru mine tu ești Ceaușescu
  - Raluca Pascu  – Spioni de ocazie

- 2024 Vali Ighigheanu  – Libertate
  - Iulia Fulicea, Victor Fulicea  – Încă două lozuri
  - Anca Lazăr  – Mammalia
  - Iulia Fulicea  – Spre nord
  - Corina Grămoșteanu  – Visul

- 2025 Iulia Fulicea, Victor Fulicea  – Anul Nou care n-a fost
  - Vali Ighigheanu  – Căsătoria
  - Anca Miron, Sonia Constantinescu  – Clara
  - Cristian Niculescu  – Săptămâna Mare
  - Bogdan Ionescu  – Trei kilometri până la capătul lumii